# 点字ディスプレイ

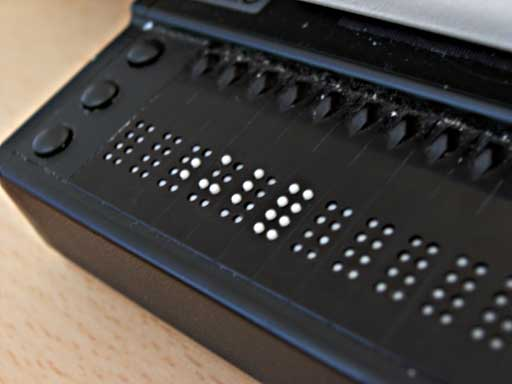
ドイツの8点点字対応の点字ディスプレイ

点字ディスプレイ（ディスプレー、てんじ - ）または点字端末、ピンディスプレイは点字を表示する電気機械式デバイスであり、一般に平坦な表面に穿たれた穴からドットが上がってくることで点字を表す。失明した/視覚障害者のコンピュータユーザーは通常のディスプレイを使えず、テキスト出力を読むために点字ディスプレイを使う。同じ用途で音声合成も使う。失明したユーザーはこれらを状況によって使い分ける。

## 概要
複雑な機械であるため、日々の使用による磨耗に対応して信頼できる表示をさせるにはそれなりのコストがかかる。通常、40文字から80文字の点字を表示する。携帯型デバイスとしては18文字から40文字を表示する機種もある。
一部機種では、ドットを振動させることでカーソルの位置を表現する。また、一部の機種では点字セル毎にボタンがあり、それを押下することでその位置にカーソルを移動させることができる。
点字ディスプレイを制御するソフトウェアは、表示すべき内容をオペレーティングシステムから集め、それを点字に変換し、ディスプレイに送る。GUIに対応したスクリーンリーダーは、ウィンドウやスライドバーといったグラフィカルな要素をテキストに変換しなければならず、特に複雑である。最近のオペレーティングシステムにはスクリーンリーダーがそのような情報を取得するのを支援するAPIがある。例えば、Windows には MSAA、GNOME には AT-SPI がある。

## 駆動原理

### 圧電式
ドットを持ち上げる機構に結晶の圧電効果が用いられる。圧電素子に電圧をかけるとその体積が増える。そのような結晶にレバーを接続しておくと、レバーを押す力によってドットがせり上がる。したがって、ドット毎に圧電素子が必要であり、1文字に8個必要である。

### 電磁式
小型のソレノイドを各マグネットピンごとに持ち、発生する電磁力でピンを可動させる。

### 形状記憶合金
熱で変形する形状記憶合金でピンを可動させる。無電力でピンの位置を保持できるのが特色。

### 発展形:回転リール式
2000年、アメリカ国立標準技術研究所 (NIST) は新たに回転式点字ディスプレイを開発した。ベルギーのルーヴェン・カトリック大学でも同様の開発が行われた。これらはいずれも実用化の途上にある。点字のドットは回転する車輪の端に並んでいて、車輪が一定速度で回転することによって指を動かさずにテキストを読み取ることができる。アクチュエータが車輪上の1点でピンを押し上げるので、従来の点字ディスプレイのように多数の圧電素子を配置する必要がなく、価格を低減することができる。なお、日本の株式会社アスクが2003年に開発した「アスクてんてん」は円盤式点字ディスプレイであり、円盤を回転させることで指を動かさずにテキストが読める点は同じだが、各点字セルに圧電素子が組み込まれているためコスト低減にはなっていない。

## 歴史
点字ディスプレイの基盤は点字端末である。点字端末には3個のキーが2組とスペースバーからなるパーキンスブレーラーのような入力機構と点字ディスプレイによる出力機構から構成されている。他にもQWERTY配列のキーボードを使った点字端末もあるし、入力専用の機器や出力専用の機器が存在する。1951年、パーキンス盲学校の木工の先生だった David Abraham が最初の携帯型点字端末を開発した。